# Яремский, Збигнев
Збигнев Яремский (пол. Zbigniew Jaremski; 19 июня 1949, Забже, ПНР — 3 января 2011, Забже, Польша) — польский легкоатлет, серебряный призер летних Олимпийских игр в Монреале (1976) в эстафете 4х400 м.

## Биография
На своих первых Олимпийских играх 1972 года в Мюнхене в составе национальной команды занял пятое место в эстафете 4×400 м. Через четыре года в Монреале (1976) польская сборная, за которую выступал Яремски, с результатом 3:01.43 поднялась на вторую ступень пьедестала почета.
В 1978 году на чемпионате Европы в Праге в составе эстафетной команды также завоевывает серебро.
Шестикратный чемпион Польши в беге на 400 м: три раза в индивидуальном зачете (1972, 1973, 1975) и трижды — в составе эстафетной команды (1973, 1975, 1976). Выступал за команду «Гурник» (Забже). Свой личный рекорд на 400-метровой дистанции он установил в августе 1972 г. на соревнованиях в Варшаве (45.7).